# Glacicavicola bathysciodes
Glacicavicola bathysciodes là một loài bọ cánh cứng thuộc họ Leiodidae. Nó là loài đặc hữu của Hoa Kỳ.

## Hình ảnh

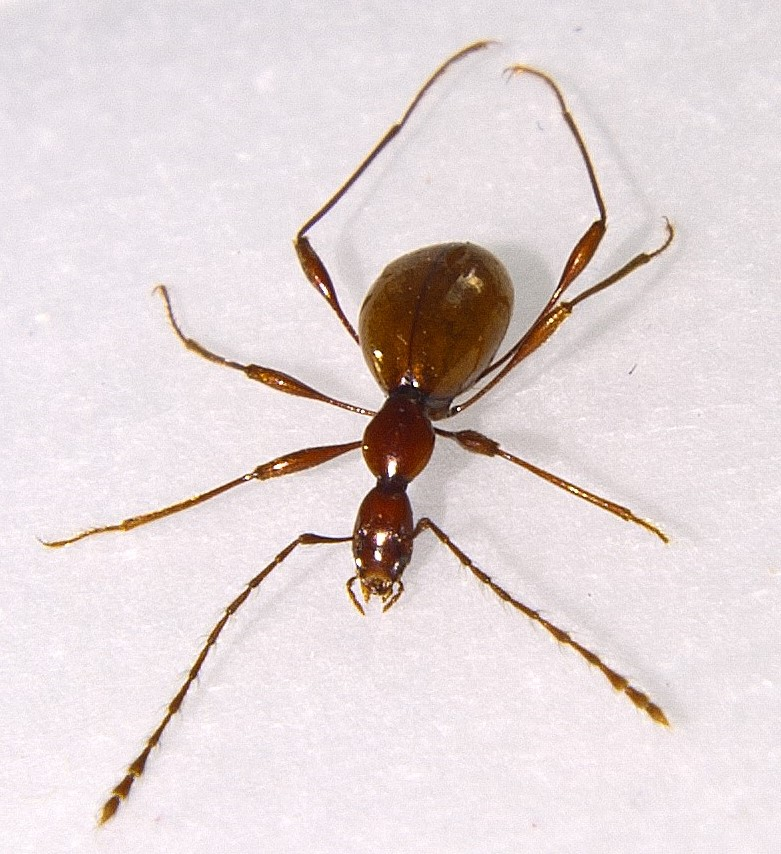
Dorsal aspect
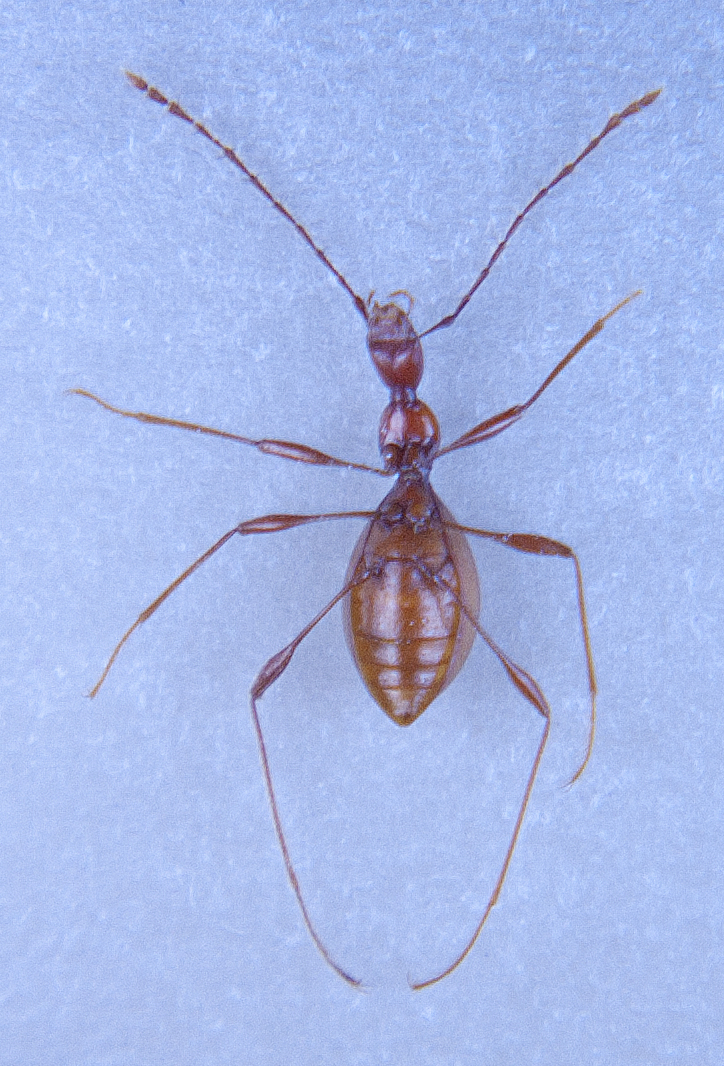
Ventral aspect
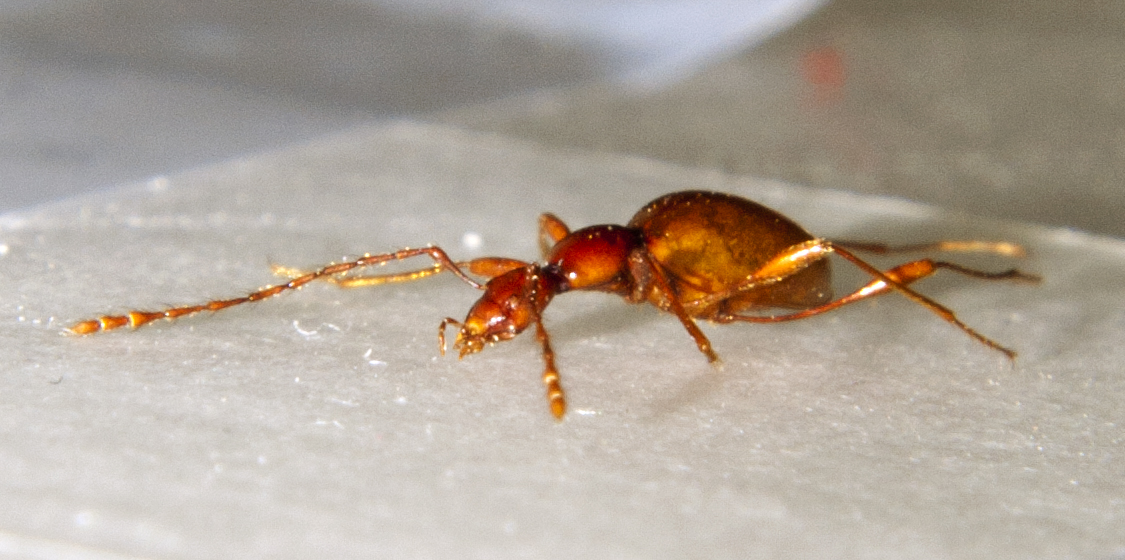
Left view
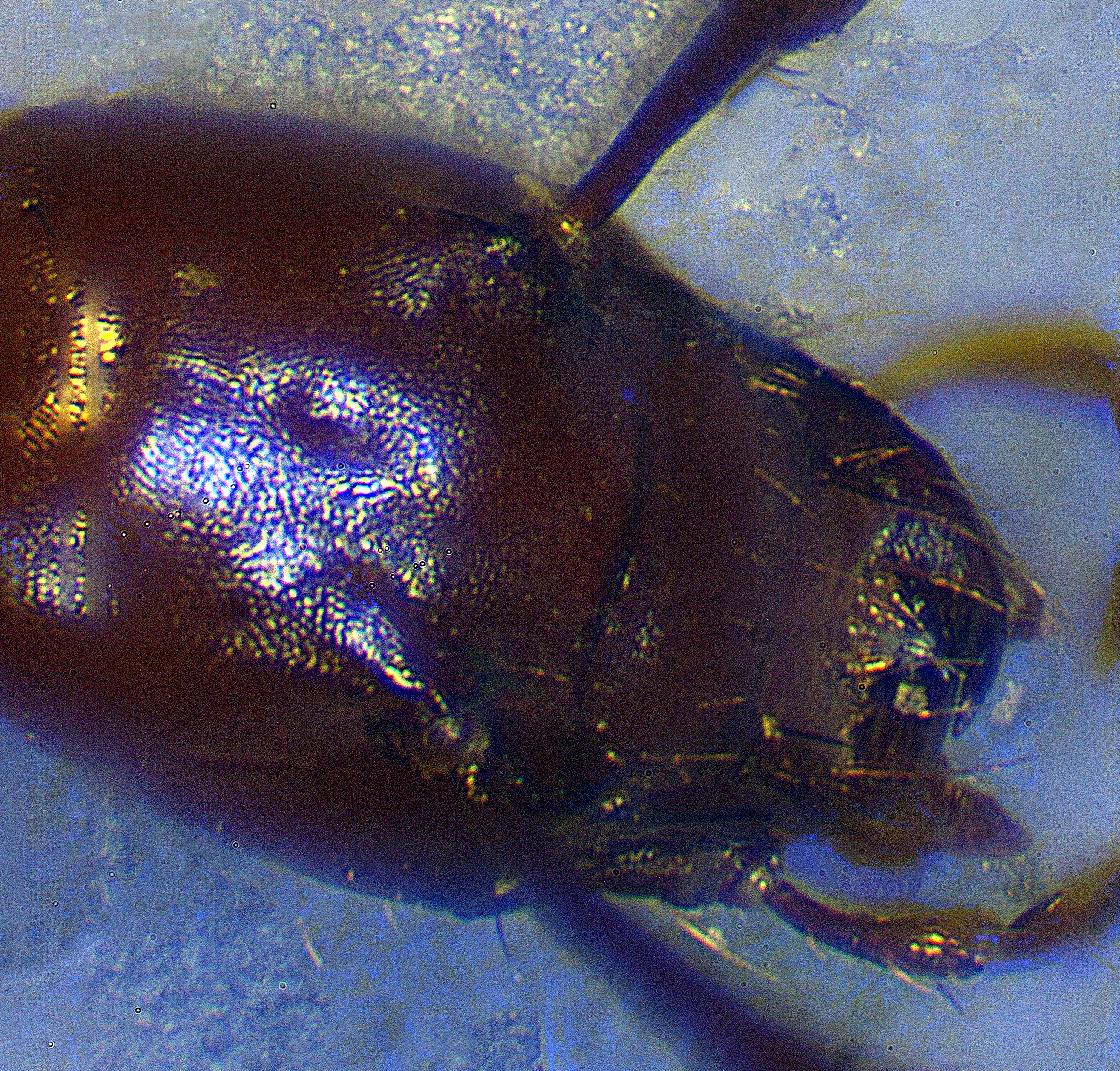
Head